# Stick McGhee
Stick(s) McGhee, geboren als Granville Henry McGhee (Knoxville, 23 maart 1917 - New York, 15 augustus 1961), was een Amerikaanse bluesmuzikant (zang, gitaar). Hij was de jongere broer van Brownie McGhee.

## Biografie
McGhee begon op 13-jarige leeftijd gitaar te spelen. Nadat hij van de middelbare school was gestuurd, werkte hij met zijn vader bij Eastman Kodak. In 1940 verliet hij deze job en verhuisde hij naar Portsmouth en daarna naar New York. Daar vervulde hij in 1942 zijn militaire dienstplicht en was hij dan tijdens de Tweede Wereldoorlog soldaat in de United States Army. In 1946 werd hij uit het leger ontslagen en vestigde hij zich in New York.
Al tijdens zijn militaire diensttijd had hij vaak gitaar gespeeld. Uiteindelijk had hij succes met de begin 1949 opgenomen r&b-song Drinkin' Wine Spoo-De-O-Dee. De song werd ook de eerste hit bij het jonge Atlantic Records in de r&b-hitlijst. In McGhees band speelden Wilbert 'Big Chief' Ellis (piano), Brownie McGhee (gitaar) en Gene Ramey (basgitaar).
Drinkin' Wine, Spo-Dee-O-Dee vatte het nieuwe levensgevoel samen: Drinken en vechtpartijen zijn alles, waarom het draait in het leven en als iemand ruzie zoekt, geef hem dan een drankje of sla hem op het gezicht, beschreef Greil Marcus de sfeer van deze song, die zijn navolger o.a. aanzette tot Baby, Let’s Play House (Elvis Presley, 1955)
Zijn song werd een van de vroegste prototypische rock-'n-roll-songs. Hij maakte talrijke coverversies mee van o.a. Jerry Lee Lewis en Mike Bloomfields Electric Flag (als Wine). Er werd ook een alcoholische vruchtendrank (spodi) genoemd naar de songtitel. Eerst hadden Granville en Brownie McGhee samen de song herbewerkt en opgenomen voor Harlem Records, waar hij in januari 1947 was verschenen en vervolgens op de radio werd gespeeld. Landelijk bekend werd hij dan door de twee jaar later opgenomen versie voor Atlantic Records met een klassering in de Billboard r&b-hitlijst op positie 3.
Zijn verdere songs werden gecoverd door veel artiesten, waaronder Lionel Hampton, Wynonie Harris en de Hillbilly-formatie Loy Gordon & His Pleasant Valley Boys. Drinkin' Wine, Spo-Dee-O-Dee bleef populair tot eind jaren 1950 door de versies van Malcolm Yelvington (1954), Johnny Burnette (1957), Jerry Lee Lewis in 1959 en ten slotte Larry Dale in 1962.
McGhee nam daarna nog verdere platen op voor Atlantic Records en schreef populaire songs als de Tennessee Waltz, Drank Up All the Wine Last Night, Venus Blues, Let's Do It en One Monkey Dont Stop No Show, maar het commerciële succes bleef echter uit. McGhee wisselde van Atlantic Records naar Essex Records om het album My Little Rose op te nemen, echter zonder grotere naklank, waarop hij in 1953 wisselde naar King Records, waarvoor hij een reeks rock-'n-roll-songs opnam als Whiskey, Women and Loaded Dice, Head Happy With Wine, Jungle Juice, Six to Eight, Double Crossin' Liquor, Dealin' from the Bottom en Get Your Mind Out of the Gutter. Nadat ook bij King Records het succes uitbleef, nam hij nog in 1959 zijn laatste opnamen op voor Savoy Records, waarna hij zich terug trok uit de muziekbusiness.

## Overlijden
Stick McGhee overleed in augustus 1961 op 44-jarige leeftijd aan de gevolgen van longkanker.